# Hemra Rensjön
Hemra Rensjön är en sjö i Orsa kommun i Dalarna och ingår i Dalälvens huvudavrinningsområde. Sjön har en area på 0,0979 kvadratkilometer och ligger 625,1 meter över havet. Vid provfiske har bäckröding och elritsa fångats i sjön.

## Delavrinningsområde
Hemra Rensjön ingår i det delavrinningsområde (681731-142718) som SMHI kallar för Utloppet av Norra Rensjön. Medelhöjden är 632 meter över havet och ytan är 4,64 kvadratkilometer. Det finns inga avrinningsområden uppströms utan avrinningsområdet är högsta punkten. Vattendraget som avvattnar avrinningsområdet har biflödesordning 4, vilket innebär att vattnet flödar genom totalt 4 vattendrag innan det når havet efter 386 kilometer. Avrinningsområdet består mestadels av skog (66 procent) och sankmarker (29 procent). Avrinningsområdet har 0,24 kvadratkilometer vattenytor vilket ger det en sjöprocent på 5,2 procent.